# Jar-Sale
Jar-Sale (ros. Яр-Сале) – wieś (sieło) w Rosji, w Jamalsko-Nienieckim Okręgu Autonomicznym, ośrodek administracyjny rejonu jamalskiego. W 2010 liczyła 6486 mieszkańców.